# Мой самый страшный кошмар
«Мой самый страшный кошмар» (фр. Mon pire cauchemar) — франко-бельгийская романтическая комедия Анн Фонтен 2011 года.

## Сюжет
Патрик (Бенуа Пульворд) — необразованный, но живой бельгиец, пытающийся построить неприхотливую жизнь во Франции вместе со своим сыном. Семейная пара деятелей мира искусств, Агата (Изабель Юппер) и Франсуа (Андре Дюссолье), успешна в карьере, а на свою личную жизнь они не обращают внимания. Когда сыновья Патрика и Франсуа становятся друзьями, алкоголик и бабник Патрик врывается в жизнь пары. Он начинает жить в их доме, так как напросился сделать им ремонт, и вскоре подталкивает Франсуа к измене. Тот признаётся чёрствой супруге в адюльтере и уходит к молодой пассии. Пьяные Патрик и Агата проводят ночь вместе, затем Агата начинает понимать, что непутёвый бельгиец вызывает у неё интерес.

## Актёры
| Актёр           | Роль      |
| --------------- | --------- |
| Бенуа Пульворд  | Патрик    |
| Изабель Юппер   | Агата     |
| Андре Дюссолье  | Франсуа   |
| Вирджиния Эфира | Жюли      |
| Корентин Девроэ | Тони      |
| Донатен Сюнер   | Адрен     |
| Орельен Рекуан  | Тьерри    |
| Эрик Бергер     | Себастьян |
| Филипп Маньян   | директор  |
| Бруно Подалидес | Марк-Анри |

## Производство и выход
Предыдущим фильмом Анн Фонтен был триумфальный «Коко до Шанель» 2009 года, также спродюсированный Филиппом Каркассоном. Кинолента «Мой самый страшный кошмар» была снята осенью 2010 года и вышла в прокат во Франции в ноябре следующего года. Кинофильм получил смешанные отзывы и долгосрочного внимания к себя не вызвал.